# P. Ladstätter & Söhne
P. Ladstätter & Söhne war ein Tiroler Stroh- und Filzhut-Fabrikant und k.u.k. Hoflieferant. Filialen und Fabriken existierten um 1900 in Wien, Domžale, Budapest, Prag, Graz, Lemberg, Wels, Mannsburg, Florenz, Marostica und Bukarest.

## Geschichte

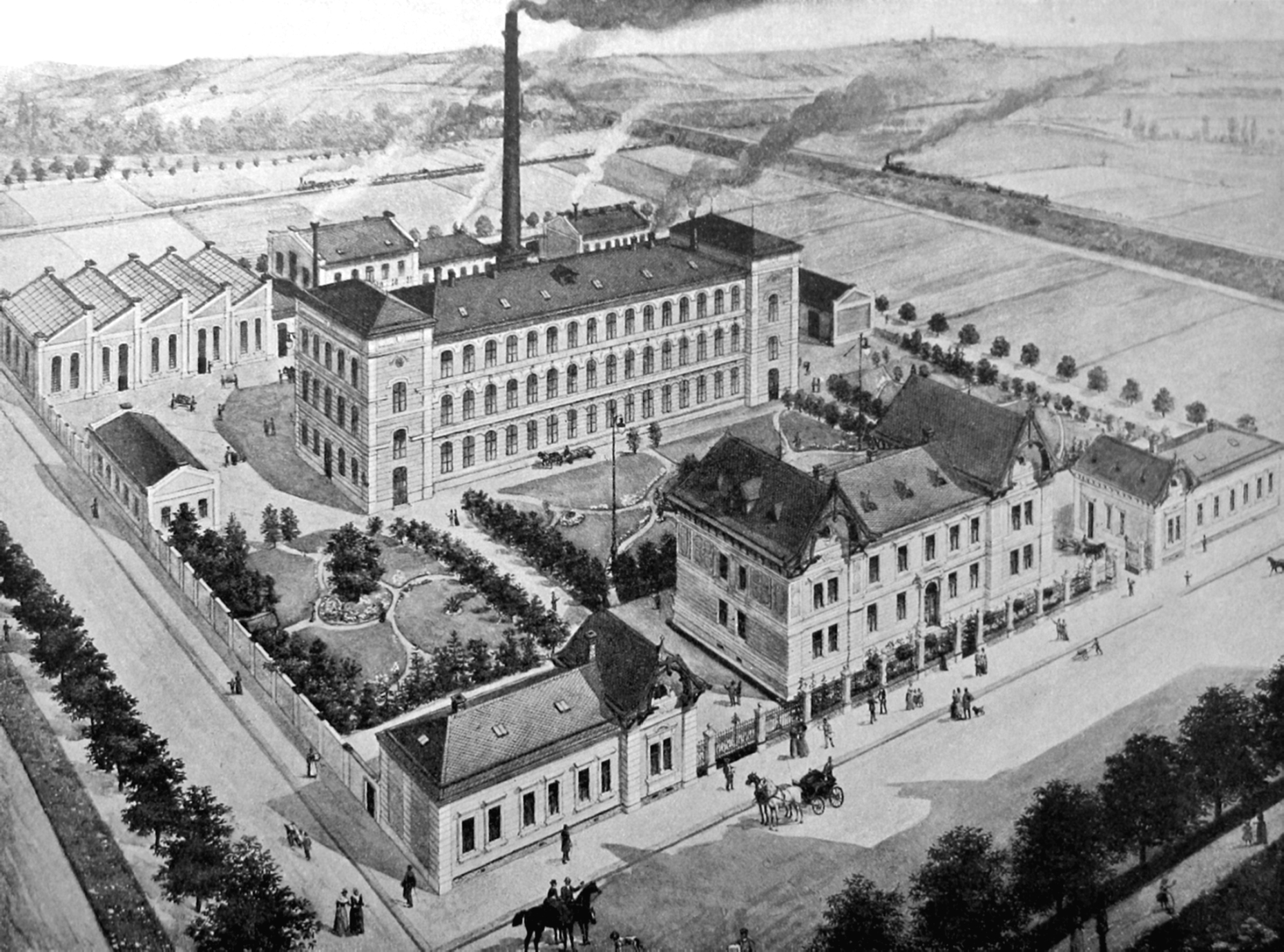
P. Ladstätter & Söhne’s Fabrik in Lieben bei Prag (vor 1900)

Fabrik in Mannsburg

Fabrik in Domžale

Nähsaal

Die Ladstätter vom Hof „Hinterlippen“ in St. Veit-Raut im Defereggental (Osttirol) waren eine erfolgreiche Hausiererfamilie. Wie weit der 1684 genannte Tuchhändler Michael Ladstätter ein Vorfahre war, ist nicht ganz eindeutig. Durch die Kargheit des Bodens waren die Deferegger schon sehr früh auf einen Nebenerwerb angewiesen. Bereits seit dem 17. Jahrhundert wird ihr Hausierhandel erwähnt, wo sie quer durch Europa wandernd ihre Ware anboten. Dieser erlitt jedoch durch die Napoleonischen Kriege und den Wirren der Revolution 1848 eine schwere Krise und musste sich neu definieren.
Die Entwicklung dieses Geschäftes begann mit dem Jahre 1858. Die Gründer entstammen dem Defereggental. Peter Ladstätter sen., Mathias Veider und Jacob Oberwalder sen. zogen nach Wien und errichteten unter der Firma Oberwalder & Ladstätter im Hotel Schröder ein kleines Strohhutgeschäft. Zunächst wurde es nur saisonal wo Bedarf und Interesse für Strohhüte vorhanden war offen gehalten und auf den Vertrieb fertig gekaufter billiger Ware für die ländliche Bevölkerung beschränkt. Bald jedoch fing die eigene Erzeugung an und wurde auf bessere Sorten und Modewaren ausgedehnt und aus Florenz und Marostica bezogene Hüte, die damals der meist begehrte und maßgebende Artikel war, geführt. Um diese Hauptsorte aus erster Hand zu haben, wurde 1864 in Marostica selbst die Herstellung begonnen und der älteste Sohn des Peter Ladstätter sen., Chrisant Ladstätter, zur Erlernung des italienischen Betriebes dahin entsandt.
Der Umfang des Geschäftes nahm rasch zu. Die Ware begegnete solcher Nachfrage, dass unter Beziehung neuer Kräfte aus dem Verwandtenkreis der Gründer bald Niederlagen größeren Provinzstädten eröffnet wurden, unter anderem 1860 in Wels, 1862 in Lemberg (unter der Firma des mit der Leitung betrauten Josef Tegischer), in Graz, Linz und 1868 in Prag unter der Firma M. Veider.
Das Jahr 1866 brachte eine wichtige Änderung. Venetien war an Italien abgetreten worden. An der neuen Grenze wurde auf die nach Österreich kommenden Hüte Zoll erhoben und dadurch die Konkurrenzfähigkeit mit den Waren aus Deutschland in Frage gestellt. Aus diesem Grund wurde eine neue Fabrik in der Krain errichtet. Dort bestand fast seit Beginn des 19. Jahrhunderts eine kleine, auf Herstellung gewöhnlichster Waren ausgerichtete Haus-Industrie, die jedoch Potential für Wachstum hatte.
Chrisant Ladstätter wurde nach der fachmännischen Vorbildung in Marostica nach Domzale, im Bezirk Stein, entsandt und ihm der Ankauf eines Hauses, dessen Einrichtung zur Fabrik und die Leitung davon übertragen. Mit zwölf aus Italien mitgebrachten Arbeitern legte er den Grund zur Industrie der dortigen Gegend.
Das Jahr 1868 brachte einen großen Fortschritt durch die Einführung der ersten Hebelpressen aus Florenz, der später die erste aus Deutschland importierte hydraulische Presse folgte, wodurch die Leistungsfähigkeit wesentlich gesteigert wurde. Nachdem die restlichen Söhne erwachsen wurden, wurde im Einvernehmen aller die ursprüngliche Gesellschaft aufgelöst und im Jahre 1870 die Firma P. Ladstätter & Söhne neu gegründet.
Die Stammfabrik in Domzale verblieb im Besitz dieser neuen Gesellschaft, in Wien wurde am Hohen Markt 11 die Hauptniederlassung errichtet und Peter Ladstätter jun. übertragen. Niederlagen wurden in mehreren Städten der Donaumonarchie eröffnet, darunter in Budapest (Leiter im Jahre 1898: Jacob Ladstätter), Graz (Johann Ladstätter), Linz und Wels (Thomas Ladstätter), wie in Wien unter der Firma P. Ladstätter & Söhne, in Prag (unter der Firma M. Veider), in Lemberg (Firma J. Tegischer), Marostica (Firma Georg Tegischer). Die Herstellung wurde nunmehr auf alle Arten Strohhüte ausgedehnt. Dem die Zentrale leitenden Peter Ladstätter jun. war es möglich, in Wien mit allen Neuerungen und Verbesserungen der Fabrikation und mit den neuesten Modeströmen auf dem neuesten Stand zu bleiben. So konnte neben den einfachsten und mittleren Sorten auch die besten Sorten in jeder einzelnen Filiale selbständig erzeugt werden.
Das Unternehmen wuchs und konnte bei der Weltausstellung 1873 in Wien erfolgreich teilnehmen, in der es die Verdienstmedaille und Mitarbeitermedaille erhielt. Den nächsten wesentlichen Fortschritt brachte schon 1874 die Einführung der Strohhut-Nähmaschine, und dasselbe Jahr auch die Ausdehnung der Fabrikation auf die Erzeugung von Damen- und Kinderhüten aus Filz. Die in diesen Jahren wieder gesteigerte Vorliebe für feine, italienische Hüte, die "echten Florentiner", wurde 1875 Veranlassung zur Errichtung einer Fabrik in Florenz unter der damaligen Leitung von Sylvest Ladstätter. Der steigende Absatz der inländischen Erzeugnisse der Firma führte im Jahre 1878 zur Errichtung einer Fabrik in dem von Domzale nicht weit entfernten Mannsburg. In Domzaler Etablissement selbst wurde Dampfbetrieb eingerichtet, dem ersten der Branche in Österreich. 1887 wurde für den Bedarf in Rumänien eine Fabrik in Bukarest unter der Leitung von Christant Ladstätter eröffnet. 1891 bezog das Prager Zweiggeschäft, das sich unter der Leitung von Josef Veider und Johann Ladstätter sehr gut entwickelte, ein eigens gebautes Warenhaus.
Die Filz-Damenhüte der Firma erhielten mit der Zeit ebenfalls Anerkennung. 1892 wurde zu deren Erzeugung eine eigene Fabrik in Lieben bei Prag erbaut und 1893 mit den damals neuesten Maschinen und Einrichtungen in Betrieb gesetzt. Das Domzaler Etablissement wurde auch auf den neuesten Stand erweitert und mit eigener Bleicherei, Färberei, Formdrechslerei, Tischlerei, Schlosserei und Gießerei ausgestattet.
Auch in Wien wurde es am Hohen Markt 11 langsam zu eng. Im Sommer 1899 wurde eine Realität in Mariahilf erworben, und als Geschäftslokal und Fabrik umgebaut.
So konnte das Unternehmen von den ursprünglich sehr einfachen Produkten für die bäuerliche Bevölkerung mit der Zeit bessere Ware erzeugen und alles, was es an Männer-, Damen- und Kinderstrohhüten, Damen- und Kinderfilzhüten in alle Moderichtungen gab, erfolgreich produzieren und mit der englischen und französischen Konkurrenz auf dem Weltmarkt mithalten. Aus dem anfänglich bescheidenen Handelsbetrieb wurde so ein Fabriksunternehmen, das im Jahre 1898 400 Nähmaschinen und 50 Pressen im Betrieb hatte. In und außer dem Haus waren unmittelbar über 2000 Arbeiter beschäftigt. Laut Handelskammerberichten im Bezirk Stein konnten über 20.000 Menschen  durch diesen Artikel Erwerb und Unterhalt finden.
Trotz dieser bedeutenden Ausdehnung des Unternehmens waren die inneren Verhältnisse patriarchalische geblieben. Jede der Niederlassungen war von einem Sohn des Gründers Peter Ladstätter sen., oder einen nahen Verwandten geleitet. Eine große Anzahl von Familienangehörigen waren im Geschäft tätig. Das Verhältnis zwischen Eigentümer und Angestellten wurde als ein gutes beschrieben. In den einzelnen Plätzen wurden auch Ansässige der jeweiligen Ortschaften beschäftigt. Fast das gesamte kaufmännische Personal und der Stock der Arbeiter waren aber Landsleute des Chefs. Die Angestellten zogen alljährlich im Herbst an ihren Beschäftigungsort und im Sommer auf die heimatlichen Berge um bis zur nächsten Saison Urlaub zu machen. Das Einkommen in der Stadt half den Arbeitern "remittances" zurückzuschicken und somit das Defereggental wirtschaftlich zu unterstützen.
P. Ladstätter & Söhne erhielt mehrere Anerkennungen. Bei der Weltausstellung 1873 erhielt es die Verdienstmedaille und Mitarbeitermedaille, 1880 in Wien und Graz die goldene Medaille. 1882 wurde der Titel eines k.k. Hof-Strohhut-Fabrikanten in Prag und ein Jahr danach der Hoflieferanten-Titel in Wien verliehen. 1888 wurde die Allerhöchste Zufriedenheit vom Kaiser Franz Joseph I. zum Ausdruck gebracht. Josef Veider wurde 1891 zum Juror der allgemeinen Landesausstellung in Prag berufen. 1889 wurde dem Chef des Wiener Hauses Peter Ladstätter der Titel eines k.u.k. Kommerzialrates verliehen.
Der Erste Weltkrieg und der Zusammenbruch der Doppelmonarchie bereitete dem Unternehmen große Schwierigkeiten. Die Niederlage in Wien musste 1931 in der Weltwirtschaftskrise nach hohen Verlusten liquidiert werden.